# David Smith (boccia)
David Smith (ur. 2 marca 1989 w Eastleigh) – brytyjski niepełnosprawny sportowiec, uprawiający boccię. Mistrz paraolimpijski z Pekinu i dwukrotny medalista z 2012 roku (Londyn). David Smith wygrał również złoty medal na indywidualnych zawodach bocci Rio 2016.

## Medale Igrzysk Paraolimpijskich

### 2012
- – Boccia – indywidualnie – BC1
- – Boccia – zespoły – BC1-2

### 2008
- – Boccia – zespoły – BC1-2